# Adamo (Tullio Lombardo)
L'Adamo è una statua in marmo realizzata tra il 1490 e il 1495 dallo scultore Tullio Lombardo. Attualmente è conservata al Metropolitan Museum of Art di New York, che l'ha acquistata nel 1936. L'opera è di fondamentale importanza perché risulta essere la prima scultura in marmo ad essere a grandezza naturale dopo l'età antica.

## Storia
L'Adamo faceva parte del complesso apparato scultoreo del monumento funebre del doge Andrea Vendramin nella chiesa di Santa Maria dei Servi a Venezia assieme ad una statua di Eva. L'intero monumento, per salvarlo dalla demolizione della chiesa, fu ritirato dall'Accademia di Venezia nel 1814. Il complesso fu ricostruito 1817 all'interno presbiterio dei Santi Giovanni e Paolo ma le due nude figure dei progenitori furono rimpiazzate con le statue dei due armigeri che originariamente erano ai lati del basamento, sostituite a loro volta dalle sculture delle sante Margherita e Maddalena (opera di Lorenzo Bregno e provenienti dall'altra chiesa demolita di Santa Marina). La coppia di statue fu acquistata da Carolina di Borbone nel 1844 e collocata nel suo palazzo già dei Vendramin-Calergi. In seguito l'Adamo fu acquisito da Enrico di Borbone, conte di Chambord, nel 1865. Nel 1921, risultava esserne in possesso Beatrice di Borbone, prima di essere acquistata da Henry Pereire, ereditata dalla di lui vedova e trasferita in varie case d'asta finché non se ne appropriò il museo newyorkese nel 1936.

### Incidente e restauro
La sera del 6 ottobre 2002, l'Adamo, esposto al Metropolitan Museum of Art, si schiantò al suolo del patio del Castillo de Vélez-Blanco, dove si trovava, rompendosi in 28 grandi pezzi e centinaia di piccoli frammenti. Un'inchiesta sul grave episodio ha stabilito che il basamento in legno pensato per sostenere la statua marmorea non era in grado di sostenerne il peso ed ha ceduto. Dopo più di un decennio di minuzioso restauro, l'opera è stata nuovamente esposta nel museo dal 2014. I responsabili del museo hanno affermato che tale processo di restauro della scultura ha contribuito a creare un nuovo modello di conservazione delle statue di grandi dimensioni.